# قاعدة بني سويف الجوية
قاعدة بني سويف الجوية توجد بالقرب من قرية دنديل، مركز ناصر بمحافظة بني سويف. وتضم مقاتلات إف 16 .
تعتبر قاعدة بنى سويف الجوية ثانى أكبر قاعدة جوية بمصر بعد قاعدة شرق القاهرة الجوية.

## الموقع
- محافظة بني سويف، °29 11' 38«شمالا 31° 01' 06» شرقا - 108 قدم عن سطح البحر، (رقم 18).

- مقر اللواء الجوي 242 و الذي يتكون من :

السرب 68: يستخدم الطائرات إف - 16 الطراز (C/D).
السرب 70: يستخدم الطائرات إف - 16 الطراز (C/D).
- يستخدم هذا اللواء طائرات F-16C/D منذ أكتوبر 1986.
- كان قائد القاعدة أثناء حرب 1967 هو حسني مبارك.